# Indigitamenta

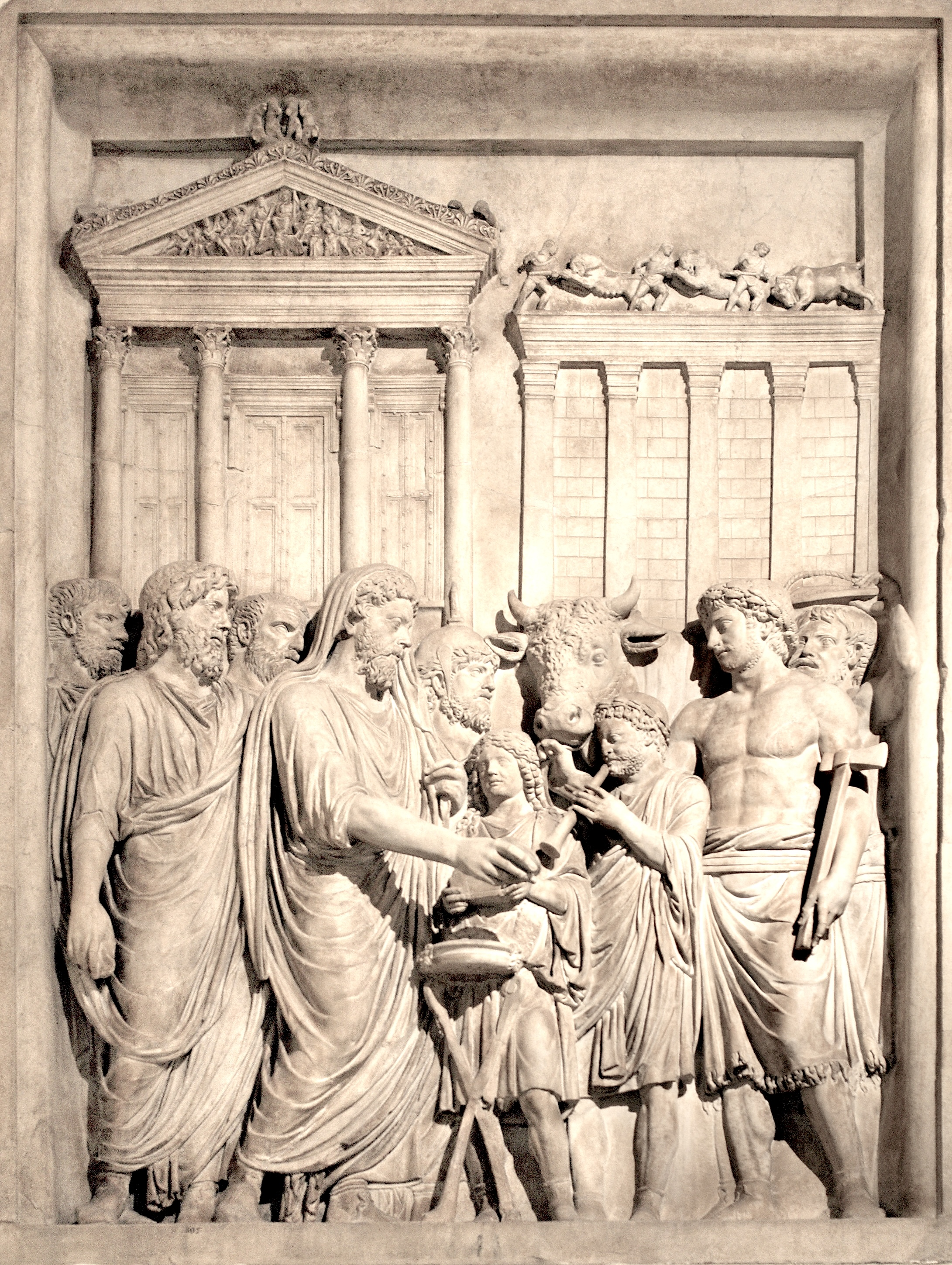
Bas relief provenant de l'Arche de Marcus Aurelius présentant un sacrifice.

Les indigitations, plus connues sous leur nom latin d’indigitamenta sont, au sens propre du mot des invocations ou des incantations,. C'est le titre donné à un recueil de prières de la religion de la Rome antique, un rituel pontifical où figuraient les invocations propres aux diverses circonstances de la vie ; ils contiennent des indications, soit dans le texte des formules, soit dans des explications à la suite, et définissent l'office propre attribué à chaque auxiliaire divin. Par extension de sens, elles désignent les divinités ainsi invoquées.

## Sources
La liste des indigitamenta est dressée par Varron. De cet ouvrage de Varron, nous ne savons rien qui ne nous soit transmis par des auteurs chrétiens, au premier rang (chronologique) desquels vient Tertullien (vers 150 - vers 230) suivi d’Arnobe (vers 250 - 327), et d’Augustin d'Hippone (354-430), qui y puisent pour railler la religion païenne et avancer leur propre programme de propagande religieuse en affirmant - le fait est loin d’être certain - que Varron a dressé une liste de divinités. Leur emboite le pas Macrobe (vers 370 - après 430) et quelques autres scoliastes.
Augustin d'Hippone affirme que le livre de Varron traitait des dii certi, les « dieux certains ». Par conséquent, se pose la question embarrassante, insoluble même, de déterminer ce qui, dans les débris des Antiquités divines, doit être restitué à Varron ou ce qui relève des auteurs chrétiens. Le tri essayé par les érudits modernes reste toujours arbitraire.
Le fait est que nous ne connaissons les indigitamenta attribuées à Varron que par les auteurs chrétiens de la basse Antiquité qui y puisent en fonction de leur propre œuvre de propagande religieuse.

## Indigitamenta

### Indigitamenta de l’enfance
| fonction                   | Tertullien                       | Augustin                         | sources diverses |
| -------------------------- | -------------------------------- | -------------------------------- | --- |
| fécondation                | Consevius*                       |                                  | chez les Classiques : Janus Consivius* |
| fertilité (menstrues)      | Fluvionia*                       | Mena*                            | chez les Classique Junon Fluonia, Februalis* ou Februata* : « purificatrice » chez Pline Genita Mana* : « bonne mère », version féminine des Mânes |
| éveil à la vie aux sens    | Vitumnus*                        | Vitumnus* Sentinus*              | |
| vie intra-utérine          | Alemona                          |                                  | |
| qui met au jour            | Lucina Diespiter*                | Lucina Diespater*                | Chez les Classiques : Junon Lucina, « déesse de Lumière » et Jupiter, « dieu du Ciel, dieu de Lumière »                                            |
| accouchement               | Partula*                         |                                  | chez les Classiques : les Parques (voir section étymologique de Parca*)                                                                            |
| assistent à l'accouchement | Levana* Candelifera* Prosa*      | Deverra Intercidona* Pilumnus    | |
| destin                     | Fata Scribunda*                  |                                  | chez les Classiques : Fatum et Fatae*, Fatua* et Fatuus*                                                                                           |
| « baptême »                |                                  |                                  | Nundina |
| vagissement                | Farinus*                         | Vaticanus                        | peut-être une parodie de Aius Locutius |
| berceau                    |                                  | Cunina                           | Cunina* Cuba |
| allaitement                | Rumina                           | Rumina et Ruminus                | |
| boisson & nourriture       | Edula* et Potina*                | Educa* et Potina*                | Victa Potua* chez Arnobe, parodie de la Vica Pota*, « victoire puissante » des Romains                                                             |
| croissance des enfants     |                                  |                                  | Carna Ossipagina* |
| premiers pas               | Statina*                         | Statulinus* ou Statanus*         | |
| voyage                     | Adéona (arrivée) Abéona (départ) | Adéona (arrivée) Abéona (départ) | |
| retour à la maison         | Domiduca*                        | Domiduca* Iterduca*              | |
| Pensée                     | Mens                             | Mens                             | chez les Classiques : Minerve |
| volonté                    | Volumnus* Voleta*                | Volumnus* Volumna*               | |
| « père fouettard »         | Paventina*                       | Paventia*                        | |
| plaisir charnel            | Volupia*                         | Volupia* Lubentina*              | Vénus Lubentina* ou Libentina* |
| de la libido               |                                  | Lubentina*                       | chez les Classiques : Vénus Lubentia*, « aimante »                                                                                                 |
| du cloaque                 |                                  | Cluacina*                        | chez les Classiques : Vénus Cloacina, « purificatrice »                                                                                            |
| supériorité sur les rivaux | Praestitia*                      |                                  | |
| activité physique          | Peragenor*                       | Agenoria* Stimula*               | |
| paresse                    |                                  | Murcia*                          | Murcida* ; chez les Classiques Vénus Murcia ou Myrtea, « aux myrtes »                                                                              |
| bonne santé                |                                  | Strenia*                         | |
| contre la fatigue          |                                  | Fessona*                         | |
| pour apprendre à compter   |                                  | Numeria*                         | |
| qui apprend à chanter      |                                  | Camena*                          | chez les Classiques : Camènes, nymphes prophétiques                                                                                                |
| qui donne des conseils     | Consus                           | Consus                           | chez les Classiques : dieu agricole |
| ruse                       |                                  | Catius*                          | |
| qui donne des sentiments   | Sentinus*                        | Sentinus* Sentia*                | |
| Jeunesse                   | Juventa*                         | Juventas                         | |
| qui fait pousser la barbe  | Fortuna Barbata*                 | Fortuna Barbata*                 | chez les Classiques : Fortuna Muliebris, vénérée en mémoire de l'épouse de Coriolan                                                                |

### Indigitamenta de la nuptialité
| fonction                                  | Tertullien        | Augustin                                | sources diverses                                 |
| ----------------------------------------- | ----------------- | --------------------------------------- | ------------------------------------------------ |
| cadeaux de noces                          | Afferenda*        |                                         |                                                  |
| conjugalité                               |                   | Jugatinus                               | chez les Classiques : Junon Juga « du mariage ». |
| qui amène la promise à la maison du marié |                   | Domiducus* Junon Domiduca* ou Iterduca* |                                                  |
| qui attache les femmes aux maris          |                   | Domitius* Manturna*                     | chez les Classiques : Junon Cinxia*              |
| hymen/virginité                           |                   | Virginensis*                            |                                                  |
| hymen/défloration                         | Pertunda*         | Pertunda*                               | Pertunda* et Perfica*                            |
| virilité                                  | Mutunus* Tutunus* | Mutunus* Tutunus*                       | Mutinus* Tutunus* Chez les classiques : Priape   |
| nuit de noces                             |                   | Subigus* Prema*                         |                                                  |

### Indigitamenta de la mort
| fonction                       | Tertullien | Augustin | sources diverses |
| ------------------------------ | ---------- | -------- | ---------------- |
| qui vide le corps de l’âme     | Viduus*    |          |                  |
| qui ferme les yeux             | Caeculus*  |          |                  |
| qui fait périr la semence      | Orbana*    |          |                  |
| Mort personnifiée              | Dea Mortis |          | la Parque Morta* |
| Oraisons funèbres « déifiées » |            | Nénies   |                  |

### Indigitamenta de la vie agricole
| fonction                                                 | Tertullien      | Augustin                            | sources diverses                            |
| -------------------------------------------------------- | --------------- | ----------------------------------- | ------------------------------------------- |
| Monts et vallée                                          |                 | Rusina Jugatinus Collatina Vallonia | Montinus*                                   |
| Terre passive et fécondé Sol actif producteur de semence |                 | Tellumo* Tellurus*                  | Chez les classiques : Tellus                |
| fumier                                                   | Sterculius*     | Stercutius                          | Stercenius* ou Stercutus*                   |
| fruits de la Terre                                       |                 | Fructesea*                          | chez les Classiques : Pomone                |
| moissons ou semailles                                    | Messia, Orbana* | Segetia*, Seia*                     | Seia* et Semonia* chez les classiques Cérès |
| nœuds dans la tige des épis                              |                 | Nodutus                             |                                             |
| enveloppe des épis                                       |                 | Volutina*                           |                                             |
| ouverture [des fleurs, des épis]                         |                 | Patelena*                           | Patellana, Patella, Panda, Pantica, etc.    |
| égalité les épis                                         |                 | Hostilina*                          |                                             |
| contre la nielle                                         | Robigo*         |                                     | Robigus*                                    |
| sarclage                                                 |                 | Runcina*                            |                                             |
| lactescence des épis                                     |                 | Lacturnus*                          |                                             |
| tutelle [des moissons]                                   |                 | Tutilina*                           | Tutilina*                                   |
| bœufs                                                    |                 | Bubona*                             |                                             |
| miel                                                     |                 | Mellona*                            | Mellonia*                                   |

### Indigamenta de la vie domestique
| fonction                | Tertullien | Augustin                         | sources diverses                                                                           |
| ----------------------- | ---------- | -------------------------------- | ------------------------------------------------------------------------------------------ |
| porte                   | Forculus   | Forculus                         | chez les Classiques : Janus, dieu du « passage », du temps qui passe, du passé et du futur |
| gonds                   | Cardea     | Cardea                           | idem                                                                                       |
| seuil                   | Limentinus | Limentinus                       | Lima ; idem                                                                                |
| foyer                   |            |                                  | Lateranus* ; chez les Classiques : Lares, Pénates, Vesta                                   |
| richesse, argent        |            | Pecunia* Aescolanus* Argentinus* |                                                                                            |
| coffre-fort             |            |                                  | Arculus*                                                                                   |
| divinité tutélaire      |            |                                  | Tutanus* Rediculus*                                                                        |
| chasser les ennemis     |            | Pellonia*                        | Pellonia* ; chez les Classiques : Vica Pota*                                               |
| se protéger du pillage  |            | Populonia*                       | Populonia*                                                                                 |
| se protéger des éclairs |            |                                  | Fulgora*                                                                                   |

## Héritage problématique
Au deuxième siècle de notre ère, apparaissent dans les écrits d’auteurs chrétiens, toute une série de dieux que les Romains n’ont jamais mentionnés. Auguste Bouché-Leclercq, écarte l’identité entre les indigitamenta et les di indigetes, les « dieux indigètes » : « il faut convenir que, entre Indigetes et Indigitamenta, le lien étymologique apparaît tout d'abord comme évident. C'est précisément pour cette raison qu'il faut nier résolument, sinon l'affinité étymologique (qui importe peu et reste toujours discutable), du moins l'affinité, à plus forte raison l'identité, qu'on prétend en induire entre les Indigetes et les dieux des Indigitamenta. » Pour lui, il est « avéré que les anciens ont jugé incompatibles les idées contenues dans les deux mots dont il s'agit, et il y a témérité à prétendre aller, sur la foi d'une étymologie conjecturale, à l'encontre de tous les textes. (…) Quand même il serait démontré que les dieux des Indigitamenta sont des Indigetes, nous ne tirerions de cette tautologie aucun éclaircissement, aucun motif de classification, rien qui nous aide à fixer la liste des susdites divinités. »
J.A. Ambrosch,, qui s'est emparé le premier du sujet, pensait que les Indigitamenta pontificaux contenaient les noms de tous les dieux de la religion nationale, de celle dont Numa avait été le législateur. Il allègue comme preuve le fait qu'Arnobe cite les Indigitamenta de Numa, en constatant qu'Apollon, introduit depuis dans la cité, n'y figure pas. Seulement, comme Apollon était « indigité » par les Vestales, et que les dieux Aescolanus et Argentinus (celui-ci créé au plus tôt en 217 avant Jésus-Christ, avec la monnaie d'argent) avaient leur place dans les listes varroniennes, Ambrosch concluait de là que les pontifes avaient ajouté au vieux fonds de notables suppléments. Ils l'avaient grossi par un travail d'analyse, qui décomposait l'essence des dieux en aspects multiples, et aussi par l'apport du dehors, en enregistrant les noms des dieux étrangers devenus romains. Puis, ils avaient ordonné ce chaos, classé les noms et les formules qui servaient à les « invoquer d'une façon sacerdotale » (indigitare) en catégories, par res (« chose ») et personae (« personnes »), et en séries inscrites sur des tablettes à leur usage, celles-ci appelées proprement Indigitamenta.
De ces archives secrètes, Varron aurait extrait ce que les pontifes voulaient bien laisser porter à la connaissance du public, c'est-à-dire les dieux dont l'intervention était utile aux individus, le reste demeurant le secret de l'État ou des diverses corporations sacerdotales. Dans ce système, Varron est un vulgarisateur, et ses dii certi une infime portion des entités découpées dans la substance des grands dieux par la méticuleuse dissection des pontifes.
Auguste Bouché-Leclercq note que « Cinxia, Lucina sont des indigitamenta, ayant une existence propre, distincte de l'être appelé Juno Cinxia ou Juno Lucina, c'est-à-dire de Junon vénérée sous ces noms par la foi populaire. Ainsi le peuple, si facilement dupe des mots, reconnaissait toujours ses dieux sous les épithètes les plus diverses ; tandis que les doctes pontifes, plus aptes, ce semble, aux idées générales, plus capables de percevoir le lien entre le nom et l'attribut, rompaient ce lien et s'enfonçaient de propos délibéré, de bonne foi, par « profonde religiosité », dans un polythéisme infinitésimal. »
Sur la foi de saint Augustin, certains historiens croient aux « énormes volumes » des Indigitamenta varronniens et à la fertilité d'invention qu'il attribue aux pontifes et la subtilité de leur analyse. Saint Augustin écarte sans le discuter, comme ne se rapportant pas aux Indigitamenta, le témoignage de Cicéron, qui prétend connaître les livres pontificaux et ne trouve pas considérable le nombre des noms divins qu'on y rencontrait. Ni Censorinus, qui vise expressément les Indigitamenta, ni Servius, qui consulte Varron à tout propos, ne parlent d'une « multitude », d'une « tourbe » de petits dieux ; à plus forte raison, d' « énormes volumes à peine suffisants pour contenir leurs noms ». Les polémistes chrétiens, voulant tourner en ridicule le polythéisme, ont soin d'étaler les plus bizarres d'entre ses superstitions, et il ne faut pas les croire sur parole quand ils disent qu'ils en passent beaucoup sous silence.
« Il faut, » dit Auguste Bouché-Leclercq, « se garder d'une illusion à laquelle se livre complaisamment l'érudition moderne, et d'autant plus qu'elle vise à être plus exactes. Elle consiste à prendre pour des divinités distinctes, découpées dans une même donnée par la subtilité pontificale, de simples variantes dans la dérivation ou l'orthographe des noms recueillis de divers côtés et rapprochés. Je me refuse à croire, par exemple, que Segetia soit autre que Segesta, que Stercutus ou Sterculus doive être distingué de Sterculinius. »
Au dire de Servius, les Romains donnaient, avec les noms des divinités, les « raisons des noms eux-mêmes ». Ils expliquaient et défiguraient à loisir le nom de leurs divinités. C'est ainsi que se seraient trouvé modifié, dans toute sa puérilité archaïque, ce legs théogonique issu des vieux âges. 

### Piste numidienne
Notons que tous les auteurs chrétiens qui puisent dans Varron, sont originaires de Numidie. Nonius Marcellus, le seul dont les ouvrages ne soient pas liés à la propagande religieuse, puise intensément dans le Varron des Indigitamenta ; Arnobe, Tertullien, Augustin, Macrobe, tous ceux qui citent les Indigitamenta de Varron sont originaires de cette province de l'Empire. Cela dit, aucun spécialiste de l'Antiquité romaine n’a avancé une théorie du complot, d’un mystérieux manuscrit varronnien accessible d’eux et d’eux seuls et malencontreusement ou opportunément disparu, une fois largement cité.

### Analyse lexicologique
« Je suis très frappé de ce fait, » dit Auguste Bouché-Leclercq « que, à l'exception de quelques noms, peut-être même du seul nom de Mutunus-Tutunus, tous les noms cités par Varron sont parfaitement intelligibles et s'insèrent sans difficulté dans le vocabulaire du latin classique. Il n'est pas possible d'admettre que ces noms soient contemporains du chant des Saliens, et proviennent des Pompiliana Indigitamenta remontant au temps de Numa. » Ceci posé, Bocuhé-Leclercq postule un « aggiornamento » de la théonymie latine classique et tient pour authentiquement issue de Varron, la liste des indigamenta utilisée par les sectateurs chrétiens. 
Prenons Rusina, par exemple, dérivé du latin rus, « campagne » et divinité protectrice des campagnes. La forme « naturelle » du mot aurait été Rurina : le rhotacisme, transformation du son /s/ en /r/ lorsqu’il est placé entre deux voyelles, est un phénomène qui a affecté tous les mots latins. Rus nous a donné rural et Rusina ne peut qu’être un néologisme.
Prenons encore Farinus, le dieu qui, selon Tertullien, apprenait aux enfants à parler, le mot est drôle, pour nous comme pour les Latins en ce qu’il évoque farina, la farine. Son radical est fari, « parler », or, pour la construction des substantifs, quels qu’ils soient, le suffixe -inus s’accole à un nom, jamais à un verbe.
Il semblerait qu’il y ait, dans la longue liste des indigitamenta, une bonne dose de néologismes. Nous savons que R. Peter, a consacré beaucoup de temps, de science et de patience à la critique des sources, à l'analyse et au classement des opinions, enfin à la recherche d'un critérium permettant de déterminer l'apport personnel de Varron (que consultent directement Tertullien et saint Augustin), ou de Cornélius Labeo, un varronien (suivi par Arnobe) qui paraît avoir remanié et mis en ordre alphabétique les listes de dii certi dressées par le maître. Peut-être y a-t-il un apport personnel des auteurs chrétiens ?

### Satire?
Lorsque Tertullien et, après lui, Augustin parlent de Fortuna Barbata, « qui fait pousser la barbe », il y a sans doute une référence directe et moqueuse, avec inversion des genres, à la Fortuna Muliebris, célébrée à Rome. Inconnue partout ailleurs dans la mythologie romaine, elle est raillée, avec une bonne dose de mauvaise foi, excusée par le zèle de la foi, par Augustin : « …la Fortune Barbue, qui donne de la barbe aux adultes, et qu’on aurait dû, pour leur faire honneur, appeler du nom mâle de Fortunius, plutôt que d’un nom féminin, à moins qu’on n’eût préféré, selon l’analogie qui a tiré le dieu Nodatus des nœuds de la tige, donner à la Fortune le nom de Barbatus, puisqu’elle a les barbes dans son domaine. »
Lorsque Arnobe cite Victa et Potua, « les très saintes fournisseuses de nourriture et de boisson », comment ne pas reconnaitre la Vica Pota, « victoire puissante » des Romains ? La plaisanterie, où l'exemple a plu et Augustin en fait Educa et Potina.
On pourrait reprendre toute la liste des indigitamenta afin d’analyser ce qui relève du « transfert de compétence » entre les attributs classiques des dieux romains et les divinités « nouvelles », créées par réinterprétation, souvent abusive. Lisons saint Augustin : « Mais cherchons, je vous prie, parmi cette multitude de dieux qu’adoraient les Romains, quel est celui ou quels sont ceux à qui ils se croient particulièrement redevables de la grandeur et de la conservation de leur empire ? Je ne pense pas qu’ils osent attribuer quelque part dans un si grand et si glorieux ouvrage à Cloacina, ou à Volupia, qui tire son nom de-la volupté, ou à Libentina, qui prend le sien du libertinage, ou à Vaticanus, qui préside aux vagissements des enfants, ou à Cunina, qui veille sur leur berceau. » Cloacina ? Un vieil attribut de Vénus « purificatrice » ; adjectif formé sur la forme archaïque du verbe luere dont un dérivé nous donne ablution, Augustin en fait une divinité « cloacale ». Volupia ? Une vieille divinité qui, étymologiquement, est liée à l’Espérance et qu’Augustin décide de rattacher à la volupté (ce qui n’est totalement ni faux, ni interdit si le but est le dénigrement des divinités adverses). Libentina ? Un vieil adjectif qui signifiait « aimante » et qui évoque, effectivement, la libido. Vaticanus ? Faussement rapproché de vagir (et, en cela, il semble que le coupable soit Varron), et attribué - Augustin est le seul Romain à le faire - avec un dieu des premiers babils.
Arnobe se moque de Lateranus, le dieu du foyer en briques (de later (« brique »), qui nous donne latérite). C’est un procédé rhétorique subtil qui lui permet de se faire comprendre de qui voudra bien qu’il dénonce le culte des  Lares ou des Pénates, et de ne pas risquer sa tête pour accusation d’atteinte à la religion officielle. Il est contemporain de Dioclétien, célèbre pour sa fougue anti-chrétienne. Ce qui est vrai pour Arnobe l’est aussi pour Tertullien : il n'est sans doute pas innocent qu'il attaque la déesse Mens (« pensée ») plutôt qu’à Minerve, à Diespater (« père du jour ») plutôt qu’à Jupiter. Sous couvert d'une dénonciation des divinités « multiples et variées » qui entourent les premiers instants de l’enfant, c’est une parodie, en bonne et due forme, du panthéon des « grands dieux » qu’il met en œuvre : « …puis un Diespiter qui le conduit à la lumière du jour (…) Mais il a pour auxiliaire une Candéliféra, parce que les accouchements ont lieu à la lumière d'une chandelle (…) Si l'enfant se présente de travers, on invoque la déesse Prorsa, qui doit le pousser en avant. Farinus lui apprend à parler; d'autres dieux vont le recevoir. Albana préside au lait qui le nourrira; Runcinia le préserve du becquet. On ne dira pas du moins que l'on n'a pas pourvu à tous ses besoins (…) Potina et Edula se chargent de ses premiers aliments et de sa première boisson. Quand il commence à marcher, Statina fortifie ses pas, jusqu'à ce que Abéona le conduise, et que Domiduca le ramène à la maison. Edéa garnit de dents sa mâchoire. Ce n'est pas tout, Volumnus et Voléta gouvernent sa volonté (…) ; Paventina lui inspire la peur, Vénilia l'espérance, Volupia la volupté ; Praestitia lui donne la supériorité sur ses rivaux. Ses actions sont la garde de Péragénor; Consus guide ses pensées. Adolescent, Juventa lui donne la toge ; homme fait, la Fortune barbue le prend sous sa tutelle. »
Lorsque Tertullien ou Arnobe écrivent, l’allusion est, sans doute, une stratégie vitale. Lorsque Augustin le fait, le christianisme est en passe de gagner la bataille de la suprématie et l’enjeu moins… crucial. Cependant, l’humour est une arme puissante pour convaincre et Augustin ne craint ne de l’utiliser, ni le plagiat : comparez ce que dit Tertullien et ce qu’en fait Augustin : « (comment affirmer de Dieu) qu'il réside en ces déesses qui prophétisent les destinées, et qu’on appelle Carmentes ; qu’il préside, sous le nom de Fortune, aux événements fortuits ; qu’il soit Rumina, quand il présente aux enfants la mamelle, par la raison que le vieux langage nomme la mamelle ruma ; qu’il soit Potina pour leur donner à boire, et Educa pour leur donner à manger ; qu’il doive à la peur enfantine le nom de Paventin ; à l’espérance qui vient celui de Venilia ; à la volupté celui de Volupia ; à l’action celui d’Agenoria ; aux stimulants qui poussent l’action jusqu’à l’excès, celui de Stimula ; qu’on l’appelle Strenia, parce qu’il excite le courage ; Numeria, comme enseignant à nombrer ; Camena, comme apprenant à chanter ; qu’il soit le dieu Consus, pour les conseils qu’il donne, et la déesse Sentia pour les sentiments qu’il inspire ; qu’il veille, sous le nom de Juventa, au passage de l’enfance à la jeunesse ; qu’il soit encore la Fortune Barbue, qui donne de la barbe aux adultes, et qu’on aurait dû, pour leur faire honneur, appeler du nom mâle de Fortunius, plutôt que d’un nom femelle, à moins qu’on n’eût préféré, selon l’analogie qui a tiré le dieu Nodatus des nœuds de la tige, donner à la Fortune le nom de Barbatus, puisqu’elle a les barbes dans son domaine ; que ce soit encore le même dieu qu’on appelle Jugatinus, quand il joint les époux ; Virginiensis, quand il détache du sein de la jeune mariée la ceinture virginale ; qu’il soit même, s’il n’en a point de honte, le dieu Mutunus ou Tutunus, que les Grecs appellent Priape. »

### Sources
« Indigitamenta », in Dictionnaire des Antiquités grecques et romaines, Hachette, 1919, page 474 et suivantes.